# Ivatuba
Ivatuba est une municipalité brésilienne située dans l'État du Paraná.